# Česká kosmická kancelář
Česká kosmická kancelář, o. p. s. (anglicky Czech Space Office – CSO) byla obecně prospěšná společnost, zabývající se propagací a podporou kosmických aktivit v České republice. CSO nabízela odborné a konzultační služby pro orgány státní správy a pro veřejná i soukromá výzkumná a průmyslová pracoviště. Dále prováděla školení a poradenství při hledání příležitostí a zahraničních partnerů. CSO pořádala vzdělávací a osvětové akce pro školy, univerzity i širokou veřejnost a podporovala studentské projekty. Nemalý význam měla CSO při propagaci kosmonautiky v médiích. Česká kosmická kancelář byla založena 19. listopadu 2003 a až do svého zániku v roce 2024 sídlila v Praze. Jejím ředitelem byl doc. Ing. Jan Kolář, CSc.
Mezi hlavní činnosti České kosmické kanceláře patřily snahy o zapojení českých vědeckovýzkumných pracovišť do projektů v oblasti kosmonautiky, spolupráce s ESA a Mezinárodní astronautickou federací (IAF) a provozování informačního a poradenského centra.

## Zaměstnanci CSO
V roce 2014 pracovalo v CSO 10 zaměstnanců. K nejvýznamnějším patřili Jan Kolář, ředitel CSO a také viceprezident IAF, Michal Václavík, popularizátor kosmonautiky a propagátor výzkumu v podmínkách mikrogravitace nebo František Fárník, dlouholetý vedoucí Slunečního oddělení Astronomického ústavu Akademie věd České republiky.

## 61. Mezinárodní astronautický kongres
Česká kosmická kancelář společně s IAF uspořádala v Praze ve dnech 27. září až 1. října 2010 v pořadí 61. Mezinárodní astronautický kongres (IAC), na němž bylo předneseno více než 1400 odborných příspěvků. Kongresu se účastnilo celkem 3431 účastníků a patřil do té doby k nejúspěšnějším v historii.

## Spolupráce s XCOR Aerospace
Česká kosmická kancelář navázala v roce 2013 spolupráci s americkou společností XCOR Aerospace, která připravovala suborbitální lety na raketovém letounu Lynx. CSO se stala autorizovaným partnerem zajištění přípravy experimentů pro Lynx. Připojila se tak k celosvětové síti autorizovaných partnerů a poskytovala kompletní služby zahrnující jak technickou, tak i administrativní podporu. Ta obsahovala zamluvení letu, projektový management, hodnocení technického návrhu a bezpečnosti, pojištění letu a potřebnou exportní a importní administrativu. Dále Česká kosmická kancelář nabízela technické služby v podobě návrhu, výroby a kvalifikace experimentů, přenosu dat a telemetrie či vyškolení letových inženýrů. Experimenty se očekávaly v oblasti výzkumu atmosféry, fyziky, mikrogravitace, planetárních věd, pozorování Země či věd o živé přírodě.